# Herman Klitsie
Hermanus Wilhelmus Maria (Herman) Klitsie (Sint-Michielsgestel, 11 mei 1949) is een Nederlands politicus van de PvdA.
Hij was gemeenteraadslid en wethouder in de gemeente Hellevoetsluis voor hij in 1992 benoemd werd tot burgemeester van Woensdrecht. In december 2001 werd Klitsie de burgemeester van Oss. Op 1 januari 2011 werden Oss en Lith samengevoegd tot de nieuwe gemeente Oss waarvan hij de waarnemend burgemeester werd. Kort daarop, gaf hij tijdens de nieuwjaarsreceptie aan later dat jaar vervroegd met pensioen te zullen gaan. In september 2011 nam hij officieel afscheid en later die maand is hij opgevolgd door Wobine Buijs-Glaudemans.
Van juli 2012 tot juli 2013 was Klitsie waarnemend burgemeester van de Zuid-Hollandse gemeente Rijswijk. Sinds januari 2016 is hij voorzitter van de raad van toezicht van de Filios Scholengroep. Op 13 september 2017 werd hij beëdigd als waarnemend burgemeester van Goes, een functie die hij tot en met 6 september 2018 vervulde.